# Stanislav Šebek
Stanislav Šebek (* 12. November 1925; † 11. Mai 1984) war ein tschechischer Komponist und Musikpädagoge.
Der von Geburt an blinde Šebek besuchte in Prag ein Institut für blinde Kinder. Dort lernte er mehrere Musikinstrumente spielen, später hatte er auch Orgelunterricht. Am Prager Konservatorium, wo er Schüler von Alois Perman und Jaroslav Křička war, legte er 1947 das Staatsexamen ab. Ab 1948 unterrichtete er Musik in Prag, 1949 wechselte er zum bischöflichen Gymnasium in Bohosudov, wo er auch als Organist wirkte. Nach dessen Auflösung durch die tschechische Regierung wurde er Lehrer an der Volkskunstschule (LŠU – Lidová Škola Umění) in Chabařovice. Šebek komponierte zweihundert überwiegend kirchenmusikalische Werke, darunter mehrere Messen. Am renovierten Gymnasium in Bohosudov erinnert eine Gedenktafel an sein dortiges Wirken.